# Skyldig - ikke skyldig? (film fra 1953)
 For alternative betydninger, se Skyldig - ikke skyldig. (Se også artikler, som begynder med Skyldig - ikke skyldig)
Skyldig - ikke skyldig? er en dansk dokumentarfilm fra 1953 instrueret af Jørgen Roos og efter manuskript af Ib Romer Jørgensen.

## Handling
Filmen indledes med scener af en indbrudstyv, der overraskes af en vagt, men derefter følger Otto Chr. Petersens retssag. Han anklages for at have rod i sin økonomi og ligge samfundet til byrde.
Hans uansvarlige opførelse hele livet gennemgås, vi ser bl.a. hvordan han tømmer sin sparegris og sælger legetøj til spotpriser. Som ung levede han hele tiden på kredit og fik mange gældsposter.
Anklageren mener Otto Chr. Petersen har berøvet samfundet store midler, og at han ikke har erkendt sin pligt til at spare op. Opsparing er med til finansiere samfundet!
Forsvaren mener, at samfundet ikke kan blande sig i private menneskers gøren og laden, og at retssagen skal afvises.
Sidste vidne i sagen er en 5-årig dreng. Han har ikke lært at skrive og læse - præcis ligesom Otte Chr. Petersen aldrig har lært at administrere sin økonomi. Er man skyldig i noget man aldrig har lært?
Den endelige dom bliver aldrig afsat, og filmen afsluttes med en speak, der fortæller at samfundet IKKE blander sig, men at vi alle har et moralsk ansvar til opsparing og orden i økonomien.